# Большое Яровое
Большо́е Ярово́е — бессточное горько-солёное озеро на западе Алтайского края России.

## Расположение
Озеро располагается в западной части Кулундинской равнины на высоте 80 м над уровнем моря, в 7 км южнее города Славгород. К северному берегу озера вплотную прилегает город Яровое, на восточном — расположена деревня Куатовка.
Акватория озера находится в пределах территории муниципального образования «город Славгород», при этом 11 км побережья озера от пруда на западе до прудов на северо-востоке относится к территории муниципального образования «город Яровое», а 8 км на юго-западе и юге — к Табунскому сельсовету Табунского района.

## Физико-географическая характеристика
По данным Государственного водного реестра площадь озера составляет 66,7 км², в других источниках приводятся значения от 53 до 70 км², что связано непостоянством водного зеркала из-за цикличности режима увлажнённости региона. Длина 11,5 км, максимальная ширина 8,4 км. Площадь водосборного бассейна — 1210 км². Урез воды находится на высоте 79—80 м над уровнем моря, максимальная глубина — 8 метров. Размах колебаний уровня Большого Ярового 0,8 м. Дно сложено илом с прослойками мирабилита. Озеро окружает плоская равнина, на которой практически нет деревьев. Берега озера высокие, южная и юго-западная части изрезаны оврагами. Питание в озере снеговое. Большое Яровое — глубочайшее озеро Кулундинской степи. Причем дно озера это наиболее низкие отметки поверхности Кулундинской степи — 73 м над уровнем моря. По этой причине солёное озеро Большое Яровое является самой низкой точкой Алтайского края.

## Лечение и туризм
Рапа Большого Ярового озера близка по химическому составу к рапе озёр Сакское (Крым) и Тамбукан (Кавказские Минеральные Воды). Богато озеро и иловой грязью. Зрелая иловая грязь озера состоит из мелких частичек, мазеподобной консистенции чёрного цвета, однородная, с запахом сероводорода. При высыхании она приобретает серо-пепельный цвет. По химическому составу грязь Большого Ярового озера сходна с Сакским и озером Тижаки. В то же время в ней содержится несколько больше сероводорода и брома и меньше гипса. Соленость воды его менялась с годами от 147 г/л до 110 г/л. Со временем соленость воды снижается, озеро опресняется.
Высокоминерализованную рапу и иловую грязь используют в грязелечении. В 1972 году был образован санаторий. Эффект лечения на грязелечебном курорте был оценён в 96 %. Вода в озере по своему составу аналогична составу воды Мёртвого моря в Израиле и обладает ярко выраженными лечебными свойствами, но концентрация солей в озере Большое Яровое меньше.
В феврале 2016 года губернатор Алтайского края Александр Карлин заявил на встрече с президентом России Владимиром Путиным планы развития курорта на озере Яровом.

## Экология
На берегу озера расположен город Яровое, градообразующим предприятием которого является ОАО «Алтайхимпром», в советские годы добывавший бром из рапы озера.
По результатам исследования влияния деятельности человека на экосистему озера, в районе береговых отвалов химического предприятия «Алтайхимпром» (неподалёку от пляжа «Причал 22») установлено 7-кратное относительно фона превышение содержание ртути в донных осадках и 5-кратное в мезопланктоне Artemia salina L. Превышение ртути в биоте и донных осадках невысокое, тем не менее оно свидетельствует о существующей потенциальной опасности данного экотоксиканта для экосистемы озера.